# Gruta Morutau

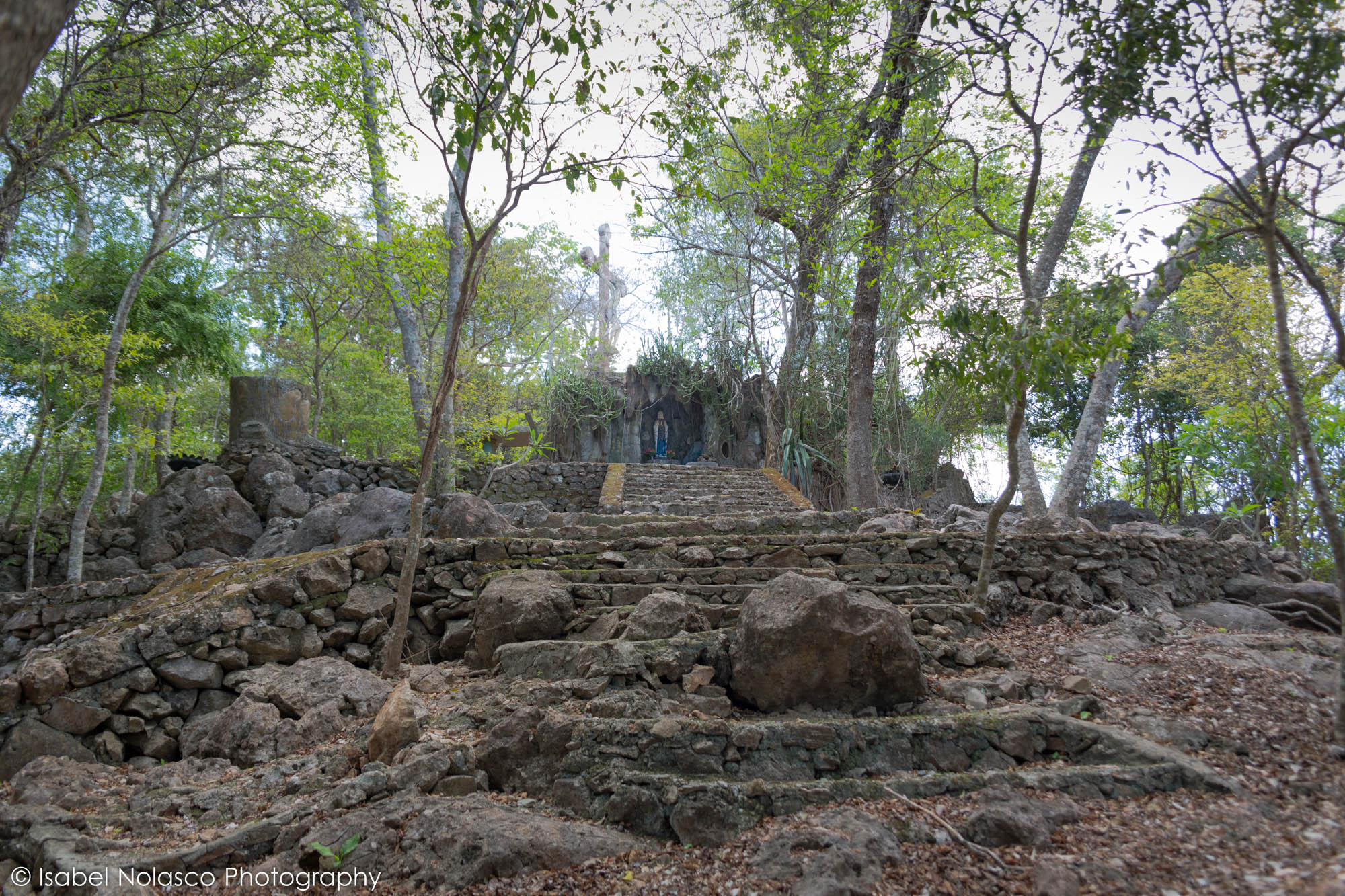
Das Heiligtum von Gruta Morutau

Die Gruta Morutau (auch Gua Mortau oder Morutaumorubara) ist eine Höhle in der osttimoresischen Aldeia Fatululik (Suco Balibo Vila, Verwaltungsamt Balibo, Gemeinde Bobonaro), im Nordwesten des Landes. Sie befindet sich zwei Kilometer entfernt von der Festung von Balibo.
Die Höhle gilt von alters her als heilig und darf daher nur von wenigen Dorfältesten betreten werden. Früher war dies ein Kultplatz des alten, animistischen Glaubens, doch inzwischen ist es ein römisch-katholisches Heiligtum. Ein Marienschrein wurde direkt neben dem Eingang errichtet, oberhalb steht ein Kruzifix. Umgeben ist das Heiligtum von alten Mauerresten, wie sie von traditionellen Wehranlagen der Einwohner Timors (Tranqueira) bekannt sind. Heutzutage wird auf diesem Hügel von den Einwohnern Balibos die Ostermesse hier zelebriert. Auf den mit Bäumen bewachsenen Hügel führen 14 Stationen eines Kreuzwegs.

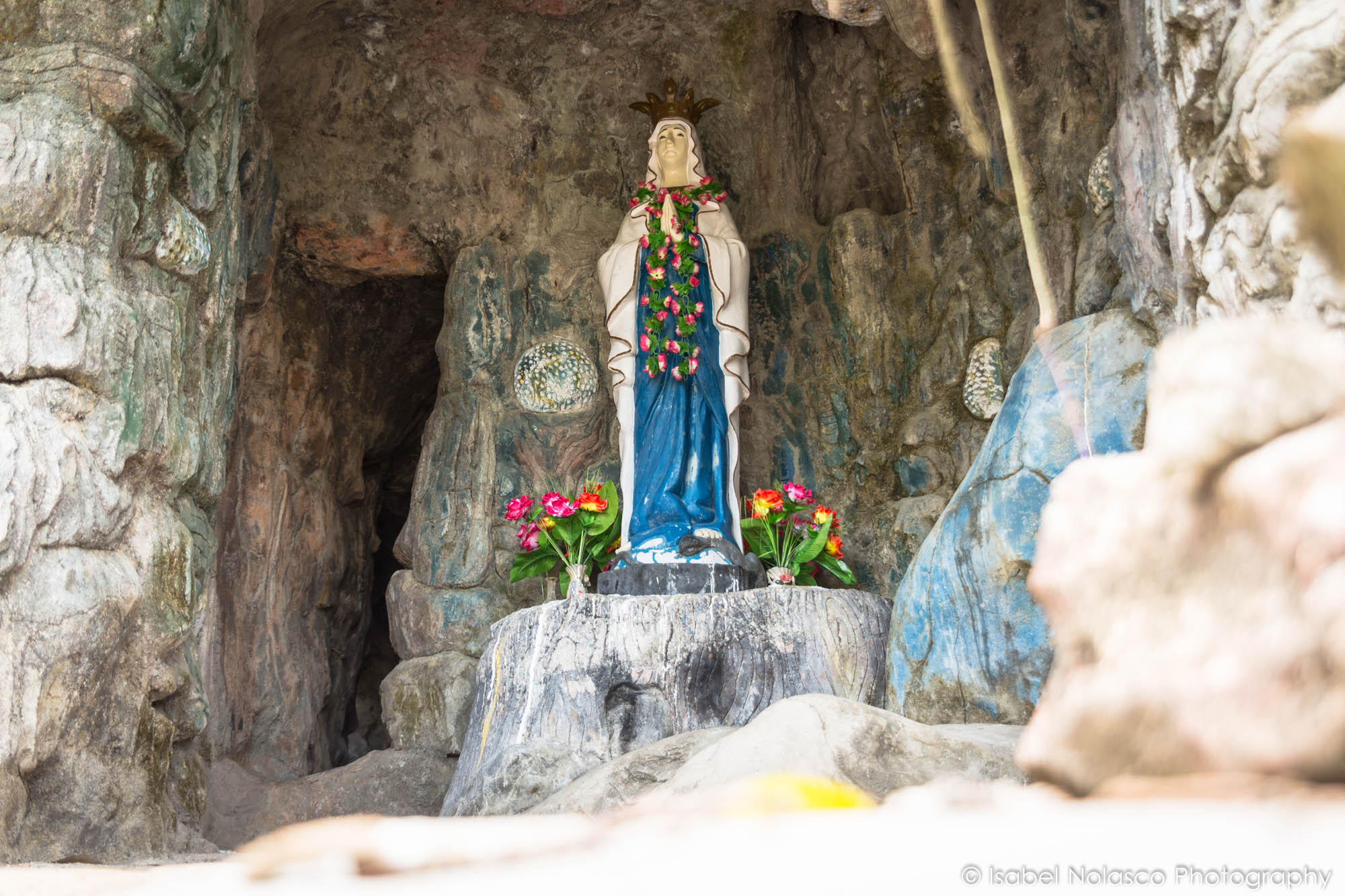
Die Marienstatue, links von ihr der Eingang zur Höhle
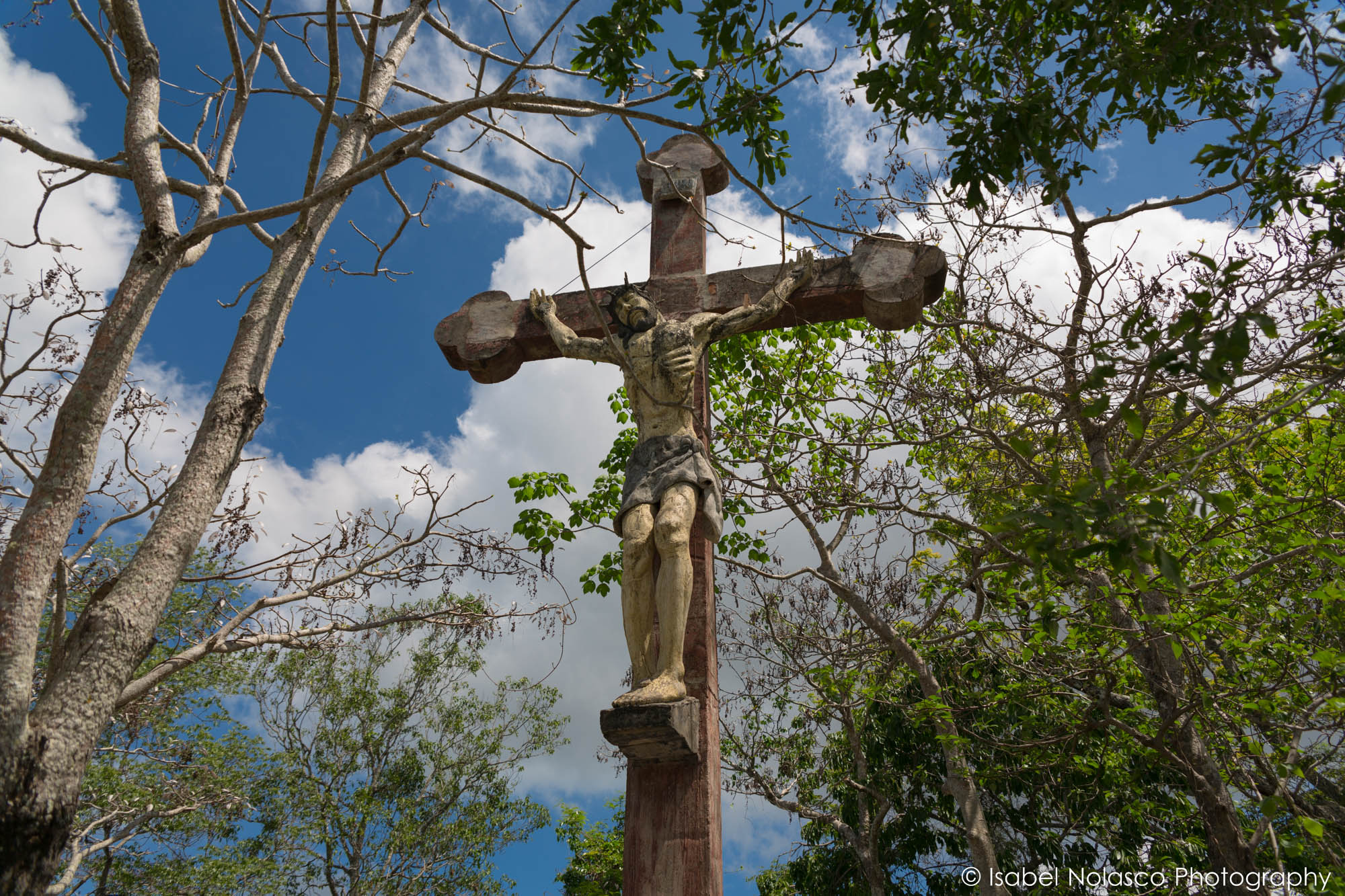
Kruzifix auf dem Gipfel des Hügels

Koordinaten: 8° 57′ 21,1″ S, 125° 2′ 3,6″ O